# Obodowo
Obodowo (niem. Obendorf) – wieś w Polsce położona w województwie kujawsko-pomorskim, w powiecie sępoleńskim, w gminie Sośno.
| SIMC    | Nazwa  | Rodzaj    |
| ------- | ------ | --------- |
| 0096069 | Ciosek | część wsi |

W latach 1975–1998 miejscowość administracyjnie należała do województwa bydgoskiego. Według Narodowego Spisu Powszechnego (III 2011 r.) liczyła 90 mieszkańców. Jest siedemnastą co do wielkości miejscowością gminy Sośno.
W pobliżu dawnego przystanku kolejowego nad rzeką Sepolną zachował się ceglany most kolejowy z lat 1908-1909 o długości 56 m, wsparty na 2 filarach.